# یعقوبی
احمد الیعقوبی ابو العباس احمد بن اسحاق بن جعفر بن وهب بن واضح الیعقوبی معروف به ابن واضح و الیعقوبی، (متولد بغداد) مورخ و جغرافی‌دان شیعی، تا ۸۷۳ میلادی در ارمنستان و خراسان زندگی کرد و تا ۸۹۱ میلادی هنوز زنده بود. جغرافی‌دانان پس از وی، به ویژه ادریسی و ابوالفدا از آثار او بهره‌ها برده‌اند.
جد وی (واضح) از طرف منصور عباسی به خلافت ارمنستان، آذربایجان و مصر را در اختیار داشته‌است که در سال ۱۶۹ ه‍.ق به دستور هادی یکی از خلفای عباسی به قتل می‌رسد. 

## آثار
او آثار گران‌بهایی از خود برجای گذاشته‌است. یکی از این آثار کتاب البلدان است. یعقوبی این کتاب را در سال ۲۵۸ ه‍.ق و در مراکش نوشت و این کتاب، مرجعی برای نویسندگانِ بعد از او قرار گرفت. او برای نگارش این کتاب اقدام به مسافرت‌های زیادی کرد. او مسافرت خود را از بغداد و سامرا شروع می‌کند و بعد به طرف ایران امروزی و شمال افغانستان و ترکستان و هند و چین می‌رود. سپس از جغرافیای امپراتوری بیزانس، سوریه، مصر و شمال آفریقا سخن می‌گوید؛ که البته بخش بیزانس و شمال آفریقای این اثر گم شده‌است.
از آثار او می‌توان به دو اثر دیگر وی نیز اشاره کرد؛ یکی از آن‌ها کتاب تاریخ عمومی بزرگی است با نام تاریخ عالم که از خلقت آدم تا سال ۲۵۸ ه‍.ق را به‌تفصیل توضیح داده‌است. این تاریخ به دو قسمت تقسیم شده‌است: اولی مربوط به دورهٔ پیش از اسلام از آغاز خلقت است و دومی -که کوتاه‌تر است- به تاریخ اسلام مربوط می‌شود. وی تألیفاتی دیگری از جمله: جغرافیای امپراطوری بیزانس، تاریخ فتوحات آفریقا و کتاب ملوک روم را نگاشته‌است.
کتاب دیگرش المسالک و الممالک نام دارد که در گذرِ زمان این کتاب نیز گم شده‌است. یعقوبی افزون بر جغرافیا در علم نجوم تسلط کافی داشته و بدان علاقه‌مند بوده‌است.